# St. Stephan (Pfaffenkirchen)

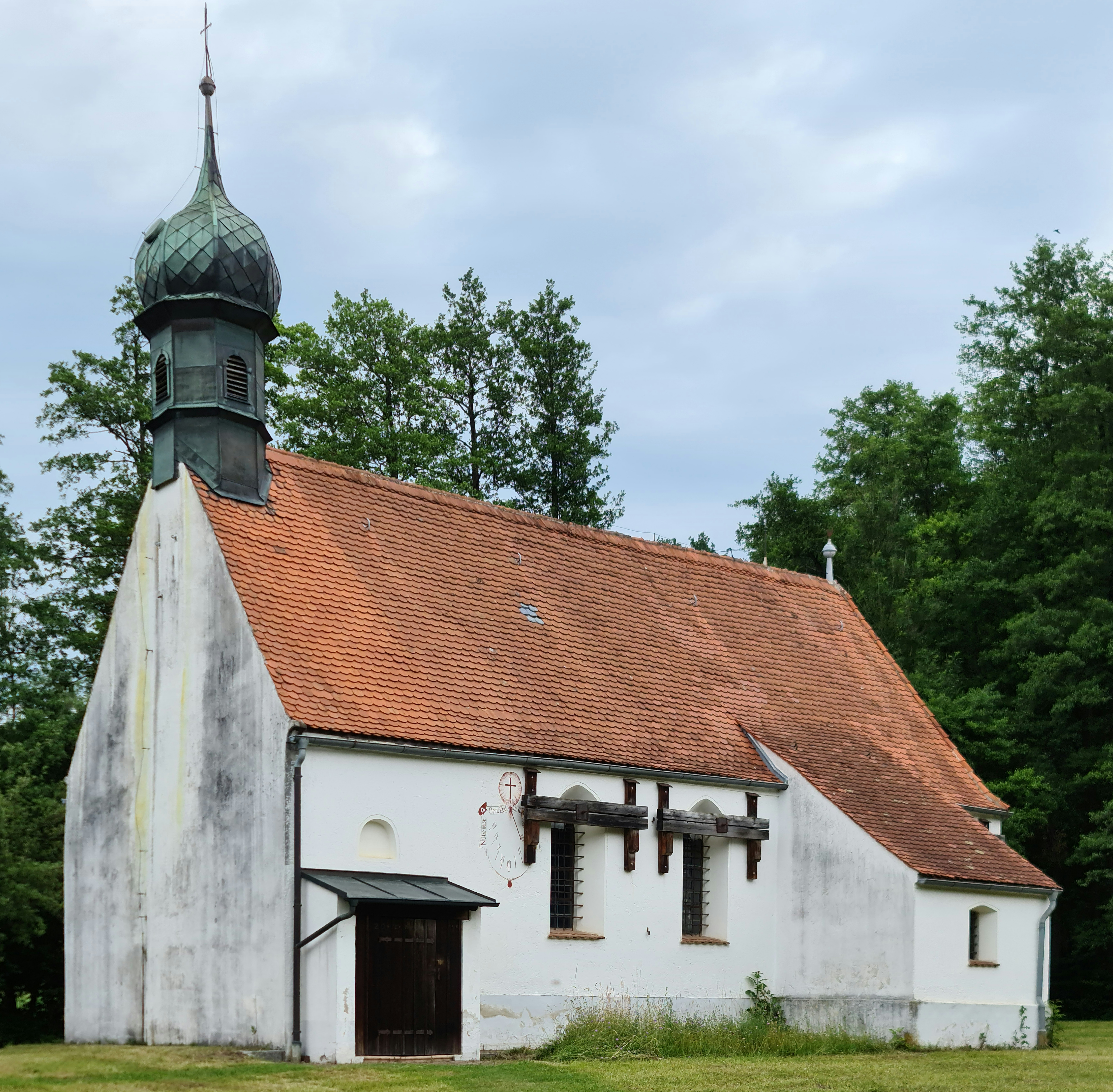
St. Stephan in Pfaffenkirchen

Innenraum

Die römisch-katholische Kirche St. Stephan steht in Pfaffenkirchen, einem Gemeindeteil von Obertaufkirchen im oberbayerischen Landkreis Mühldorf am Inn. Die Kirche ist als Baudenkmal in der Liste der Baudenkmäler in Obertaufkirchen unter der Nr. D-1-83-135-22 eingetragen. Sie ist eine Filialkirche und gehört zum Dekanat Mühldorf im Erzbistum München und Freising.

## Beschreibung
Die gotische Saalkirche wurde unter Einbeziehung romanischer Teile erbaut, 1518 geweiht und 1740/41 barock umgestaltet. Sie besteht aus dem Langhaus zu drei Jochen und dem Chor mit Fünfachtelschluss im Osten. Die Sakristei steht an der Südwand des Chors. Auf dem Satteldach des Langhauses erhebt sich im Westen ein achteckiger, mit einer Zwiebelhaube bedeckter Dachreiter, der den Glockenstuhl enthält.
Von dem spätgotischen Bau sind insbesondere der Chor, die Sakristei mit Netzgewölbe und die Eisenbeschläge der Eingangstür erhalten.
Der Innenraum des Langhauses ist mit einem Stichkappengewölbe überspannt, das einfachen Stuckdekor trägt.

## Ausstattung
Das Altarblatt (19. Jh.) des Hochaltars zeigt das Martyrium des Kirchenpatrons, des heiligen Stephanus.  Auf den Opfergangsportalen beiderseits des Altars stehen links Statuen der heiligen Katharina von Alexandria und des heiligen Martin von Tours  sowie rechts des heiligen Georg und der heiligen Apollonia von Alexandria.